# Callima argenticinctella
Callima argenticinctella är en fjärilsart som beskrevs av James Brackenridge Clemens 1860. Callima argenticinctella ingår i släktet Callima och familjen plattmalar. Inga underarter finns listade i Catalogue of Life.